# Lee Krasner

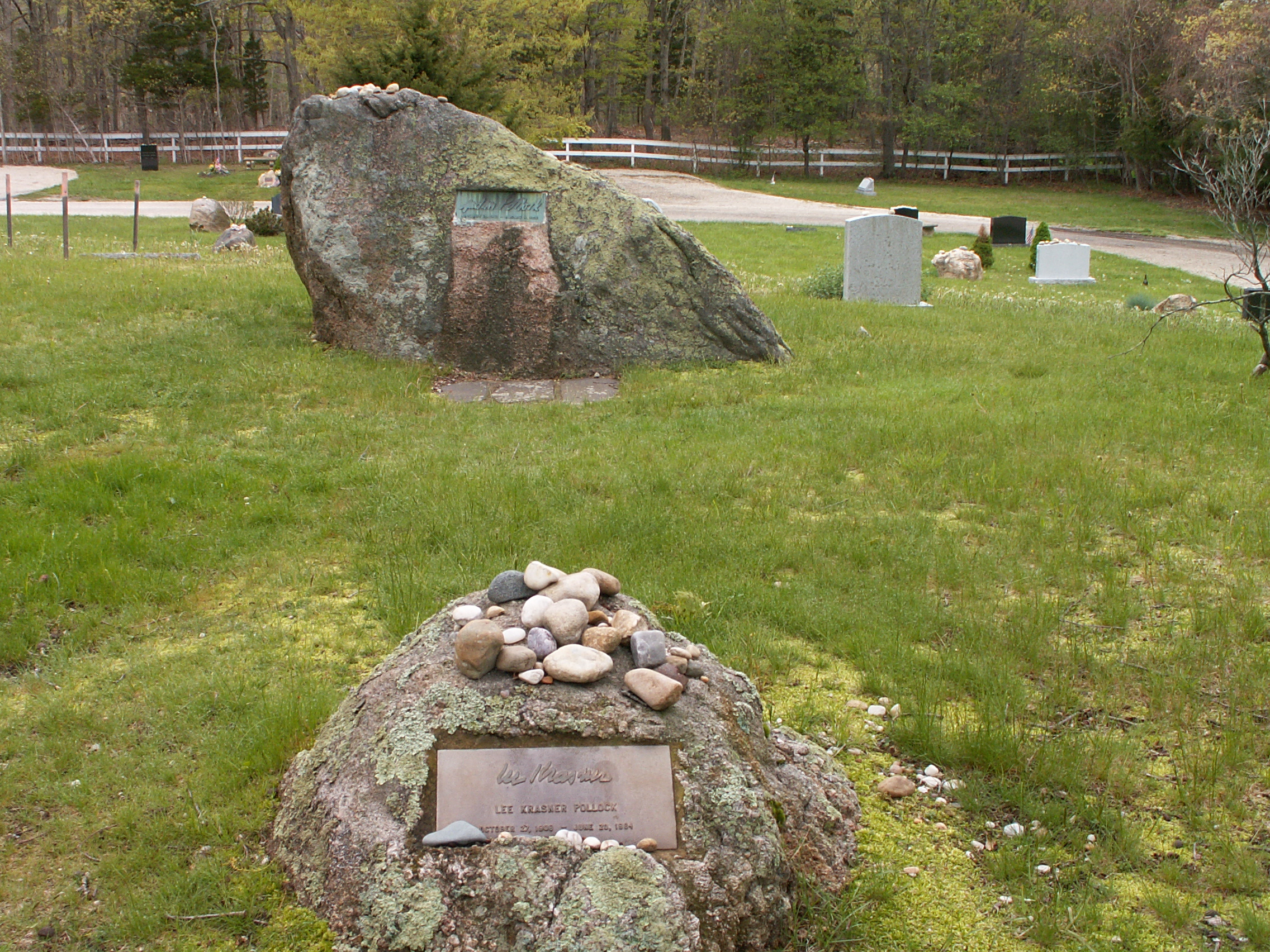
Lee Krasners grav och, bakom hennes, Jackson Pollocks. Green River Cemetery i Springs, New York.

Lee Krasner, egentligen Lena (eller Lenore) Krasner, född 27 oktober 1908 i New York, död 19 juni 1984 i New York, var en amerikansk målare som tillhörde de abstrakta expressionisterna. Lee Krasner var gift med konstnären Jackson Pollock.

## Lee Krasners måleri
Lee Krasners tidiga måleri var naturalistiskt och illustrativt men hon sökte sig mot ett mer otraditionellt uttryck som ledde till en slags schematisk kubism. Under Lee Krasners och Jackson Pollocks första år tillsammans genomgick Krasners måleri en förändring, hon försökte, som hon uttryckte det ” bli av med kubismen” och ”absorbera Pollock”. Men hon var ingen epigon utan utvecklade ett eget måleri. Hon bibehöll mycket av den analytiska talangen och strukturella sofistikering hon visat i sitt tidigare måleri och bevarade en beundran för Mondrian och Matisse.
Krasner var en av pionjärerna inom action painting, som Jackson Pollock sedan tog upp och blev frontfigur för.
Karaktäristiskt för Lee Krasner var att återkommande bearbeta tidigare verk, ibland till och med förstöra dem. Denna till synes självdestruktiva metod var dock inte alltid förgörande, den ledde till många av hennes mest uppskattade verk. Hon hade två separatutställningar samt deltog i två samlingsutställningar innan en större utställning vid Stable Gallery i New York 1955 etablerade henne som en bland de främsta abstrakta expressionisterna i sin generation.
1956, samma år som Pollock och Krasner hade en äktenskapskris och Pollock omkom i en bilolycka, ändrade hennes konst riktning. Hon återvände till en mer sensuell målerisk stil där former från kroppar, djur och växter blir tydliga inslag. Under de följande åren kom hon att utveckla denna stil som blev uppmärksammad genom flera stora separatutställningar på 1960- och 70-talen, bland annat i en retrospektiv på Whitechapel Gallery i London 1963 och "Lee Krasner: Large Paintings", på Whitney Museum of American Art, 1973.

## Biografi
Lee Krasner föddes i New York i en ukrainsk-judisk invandrarfamilj från Shpykiv, Vinnytsia oblast, Ukraina. Åren runt 1930 utbildade hon sig vid The Cooper Union, Art Students League, och vid the National Academy of Design i New York.
1934 fick hon arbete vid The Federal Art Project som var ett statligt projekt för konstnärer inom New Deal under depressionen. Missnöjd med sin egen konstnärliga utveckling började hon i Hans Hofmanns konstskola i New York. (Hofmann var en tysk målare som hade stor betydelse som förmedlare av den europeiska modernismen till amerikanska konstnärer.)
Hon gick med i sammanslutningen American Abstract Artists, där bl.a. Josef Albers, Ad Reinhardt, Betty Parsons och Louise Nevelson var medlemmar.
Krasner deltog i flera samlingsutställningar och fick erkännande som ung begåvad modernist. På en av dessa utställningar deltog även Jackson Pollock. Imponerad av hans måleri besökte hon hans ateljé, det blev början på ett femton års konstnärligt och känslomässigt förhållande. De gifte sig 1945 och flyttade till en villa i Springs utanför New York där de arbetade i en kreativ gemenskap, även om Krasner lade ned mycket tid på att stödja och marknadsföra Pollock. Mot mitten av 1950-talet hade de en äktenskapskris, och Pollock en kreativ kris då han söp och hade utomäktenskapliga relationer. Han avled i en alkoholrelaterad bilolycka 1956.
Efter Pollocks död flyttade Krasner till New York men behöll huset i Springs. 1962 fick hon en hjärnblödning men återhämtade sig och fortsatte efter två års uppehåll att måla.
Hennes separatutställningar på välrenommerade museer och kända gallerier under 1960- och 70-talen gjorde att hon slutligen fick erkännande för sitt måleri och sitt bidrag till den moderna amerikanska konsten.
Hon avled i New York i juni 1984 sex månader innan hennes stora retrospektiv öppnade på Museum of Modern Art i New York.
Krasner är representerad vid bland annat British Museum, Metropolitan Museum, Museum of Modern Art, National Gallery of Victoria, Smithsonian American Art Museum, National Gallery of Art, San Francisco Museum of Modern Art, Cleveland Museum of Art och Tate Modern

## Film
Ed Harris gjorde år 2000 filmen "Pollock" om Jackson Pollock. I filmen spelas Lee Krasner av Marcia Gay Harden.